# Caloris Basin

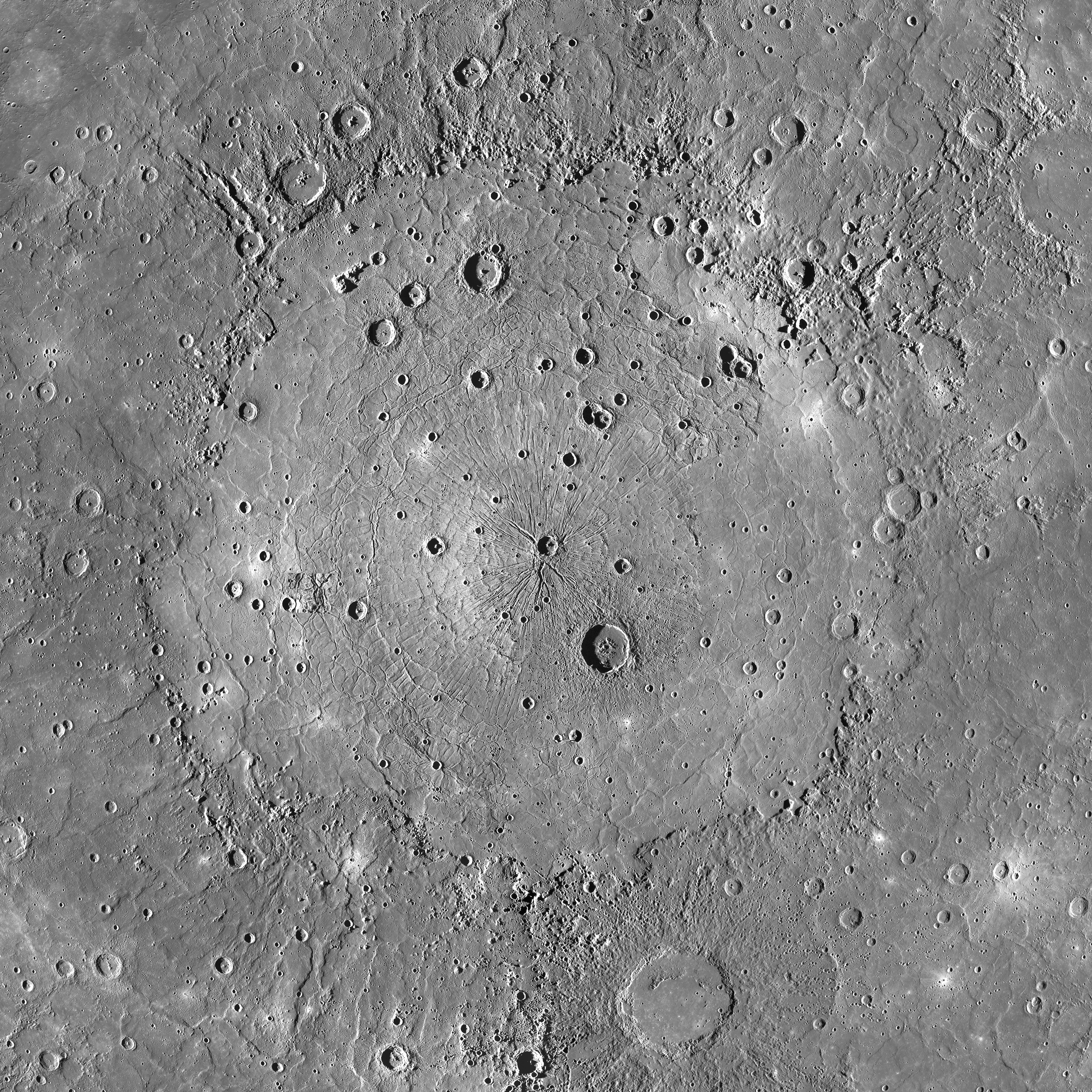
Caloris Basin fotografovaný sondou MESSENGER

Caloris Basin (česky Pánev tepla), někdy zvaný také jako Caloris Planitia, je impaktním kráterem na planetě Merkur o průměru 1550 km. Tento kráter je považován za největší impaktní kráter v naší sluneční soustavě. Kráter obepíná val vysoký 2 km.
Vnitřek Caloris Basin je z části vyplněn pravděpodobně lávou uvolněnou během efuzivního vulkanismu. Láva vytváří rozsáhlou lávovou planinu, která je na některých místech pokryta načervenalým materiálem, u kterého se předpokládá, že se jedná o pyroklastický materiál vzniklý explozivním vulkanismem.

## Pozorování
V letech 1974-75 kráter vyfotografovala sonda Mariner 10. Snímek zachytil jen část kráteru, protože se objekt při průletu sondy nacházel na terminátoru – na rozhraní denní a noční hemisféry. Celý kráter zdokumentovala až sonda Messenger při svém prvním průletu kolem Merkuru 14. ledna 2008.